# Coppa del Mondo di halfpipe (snowboard)
La Coppa del Mondo di halfpipe è un trofeo assegnato annualmente dalla Federazione Internazionale Sci (FIS), a partire dalla stagione 1994/1995, allo snowboarder ed alla snowboarder che hanno ottenuto il punteggio complessivo più alto nelle gare di halfpipe del circuito della Coppa del Mondo di snowboard.

## Albo d'oro
| Stagione  | Uomini                  | Uomini           | Donne                  | Donne       |
| Stagione  | Vincitore               | Nazionale        | Vincitrice             | Nazionale   |
| --------- | ----------------------- | ---------------- | ---------------------- | ----------- |
| 1994/1995 | Lael Gregory            | Stati Uniti      | Sabrina Sadeghi        | Stati Uniti |
| 1995/1996 | Ross Powers             | Stati Uniti      | Carolien van Kilsdonk  | Paesi Bassi |
| 1996/1997 | Jonas Gunnarsson        | Svezia           | Tara Teigen            | Canada      |
| 1997/1998 | Fredrik Sterner         | Svezia           | Doriane Vidal          | Francia     |
| 1998/1999 | Ross Powers (2)         | Stati Uniti      | Tricia Byrnes          | Stati Uniti |
| 1999/2000 | Thomas Johansson        | Svezia           | Sabine Wehr-Hasler     | Germania    |
| 2000/2001 | Magnus Sterner          | Svezia           | Sabine Wehr-Hasler (2) | Germania    |
| 2001/2002 | Jan Michaelis           | Germania         | Nicola Pederzolli      | Austria     |
| 2002/2003 | Xaver Hoffmann          | Germania         | Manuela Pesko          | Svizzera    |
| 2003/2004 | Risto Mattila           | Finlandia        | Sōko Yamaoka           | Giappone    |
| 2004/2005 | Mathieu Crepél          | Francia          | Melo Imai              | Giappone    |
| 2005/2006 | Jan Michaelis (2)       | Germania         | Manuela Pesko          | Svizzera    |
| 2006/2007 | Ryō Aono                | Giappone         | Manuela Pesko          | Svizzera    |
| 2007/2008 | Jurij Podladčikov       | Svizzera         | Manuela Pesko (4)      | Svizzera    |
| 2008/2009 | Ryō Aono                | Giappone         | Liu Jiayu              | Cina        |
| 2009/2010 | Justin Lamoureux        | Canada           | Cai Xuetong            | Cina        |
| 2010/2011 | Nathan Johnstone        | Australia        | Cai Xuetong            | Cina        |
| 2011/2012 | Janne Korpi             | Finlandia        | Cai Xuetong            | Cina        |
| 2012/2013 | Scotty Lago             | Stati Uniti      | Kelly Clark            | Stati Uniti |
| 2013/2014 | Scotty James            | Australia        | Kelly Clark            | Stati Uniti |
| 2014/2015 | Taylor Gold Zhang Yiwei | Stati Uniti Cina | Kelly Clark (3)        | Stati Uniti |
| 2015/2016 | Ryō Aono (3)            | Giappone         | Cai Xuetong            | Cina        |
| 2016/2017 | Scotty James            | Australia        | Chloe Kim              | Stati Uniti |
| 2017/2018 | Yūto Totsuka            | Giappone         | Chloe Kim              | Stati Uniti |
| 2018/2019 | Yūto Totsuka            | Giappone         | Cai Xuetong            | Cina        |
| 2019/2020 | Scotty James (3)        | Australia        | Cai Xuetong            | Cina        |
| 2020/2021 | Yūto Totsuka (3)        | Giappone         | Chloe Kim (3)          | Stati Uniti |
| 2021/2022 | Ayumu Hirano            | Giappone         | Cai Xuetong (7)        | Cina        |
| 2022/2023 | Ruka Hirano             | Giappone         | Mitsuki Ono            | Giappone    |
| 2023/2024 | Ruka Hirano             | Giappone         | Mitsuki Ono (2)        | Giappone    |
| 2024/2025 | Ruka Hirano (3)         | Giappone         | Maddie Mastro          | Stati Uniti |